# Вилхелм Лудвиг Шенк фон Лимпург
Вилхелм Лудвиг Шенк фон Лимпург-Гайлдорф (на немски: Wilhelm Ludwig Schenk von Limpurg-Gaildorf; * 21 септември 1624; † 3 ноември 1657, Нюрнберг) е наследствен имперски шенк на Лимпург-Гайлдорф (в Швебиш Хал) в Баден-Вюртемберг.

## Произход
Той е син на Йоахим Готфрид Шенк фон Лимпург (1597 – 1651) и съпругата му Барбара Доротея фон Йотинген-Йотинген (1605 – 1651), дъщеря на граф Лудвиг Еберхард фон Йотинген-Йотинген (1577 – 1634) и Маргарета фон Ербах (1576 – 1635). Внук е на имперски шенк Албрехт III (VII) Шенк фон Лимпург-Гайлдорф (1568 – 1619) и фрайин Емилия фон Рогендорф († 1650). Брат е на Ото Хайнрих фон Лимпург-Гайлдорф (1629 – 1653, Заумур).
Вилхелм Лудвиг Шенк фон Лимпург-Гайлдорф умира 3 ноември 1657 г. в Нюрнберг на 33 години.

## Фамилия
Вилхелм Лудвиг Шенк фон Лимпург-Гайлдорф се жени на 18 ноември 1655 г. за Йохана Елизабет Доротея, господарка на Лимпург-Оберзонтхайм (* 10 октомври 1639, Оберзонтхайм; † 21 декември 1691, Кастел), дъщеря на Лудвиг Казимир Шенк фон Лимпург (1611 – 1645) и Доротея Мария фон Хоенлое-Валденбург-Пфеделбах (1618 – 1695). Те имат една дъщеря:
- Елизабета Доротея фон Лимпург-Гайлдорф (* 13 ноември 1656; † 29 януари 1712), омъжена на 12 декември 1675 г. за граф Вилхелм Хайнрих фон Лимпург-Гайлдорф (* 27 юни 1652; † 12 май 1690)

Съпругата му Елизабет Доротея фон Лимпург се омъжва втори път на 7 юли 1667 г. в Ремлинген за граф Волфганг Дитрих фон Кастел-Ремлинген (1641 – 1709).